# Bewegingsvergelijking
Een bewegingsvergelijking is in de natuurkunde een vergelijking die het gedrag van een zich bewegend voorwerp beschrijft, dat onder invloed van een kracht een bepaald traject aflegt. De vergelijking wordt in termen beschreven van de beweging van het voorwerp als functie van de tijd. Bewegingsvergelijkingen worden meestal in de vorm van differentiaalvergelijkingen gegeven, zoals de tweede wet van Newton en de euler-lagrange-vergelijking.
De natuurkunde behandelt veel bewegingsvergelijkingen van deeltjes.

## Websites
- Albert Einstein. Zur Elektrodynamik bewegter Körper, 1905.  in Annalen der Physik. online,  gearchiveerd